# Scotinocerides
Scotinocerides is een geslacht van vlinders van de familie slakrupsvlinders (Limacodidae).

## Soorten
- S. conspersa (Kirby, 1896)
- S. conspurcata (Aurivillius, 1895)
- S. fasciata Hering, 1937
- S. microsticta (Bethune-Baker, 1911)
- S. pseudorestricta Hering, 1937
- S. sigma Hering, 1937